# Karl Friedrich Deiters
Karl Friedrich Albert Deiters (* 1. März 1807 in Klüssendorf; † 11. März 1879 in Wismar) war ein deutscher Ökonom und Parlamentarier.

## Leben
Karl Friedrich Deiters wurde als Sohn des Landwirts und Gutspächters  Otto Ludwig Deiters (* 1776) und dessen Frau Johanna Friederica, geb. Schregel (* 1785) geboren. Er studierte ab 1829 Jura an der Universität Rostock. Er schrieb sich in das Matrikelbuch mit dem Wohnort Klüssendorf bei Wismar ein, heute ein Ortsteil von Metelsdorf im Landkreis Nordwestmecklenburg. Später arbeitete er als Advokat in Wismar. 1848 war Deiters Mitglied des Vorparlaments der Frankfurter Nationalversammlung. Er wurde 1848 auch als Abgeordneter in die Mecklenburgische Abgeordnetenversammlung im Wahlkreis Mecklenburg-Schwerin 13 gewählt.

## Werke
- 1839: Handbuch der im Grossherzogthume Mecklenburg-Schwerin geltenden Kirchen-Gesetze von der frühesten Zeit bis Ende 1837
- 1843: Auch ein Sendschreiben an die Gutsbesitzer in Mecklenburg
- 1845: Ein Volksbuch für Mecklenburg
- 1845: Friedrich Pogge auf Zierstorff
- 1848: Die 10 Gebote für den Mann im Linnenkittel. Bei den Wahlen zum Landtage zu gebrauchen (Faksimile in: Stier und Greif 1998, Heft 8, S. 44–57)
- 1855/56: Handbuch der mecklenburgischen Wirtschaftsführung (2 Bände)
- 1866: Auswanderung, Arbeitslohn und Bodenwerth. Nach Mecklenburg’schen Tatsachen
- 1873: Zur Erinnerung an Johann Christian Peter Düberg